# Уэст, Ричард, 7-й барон де Ла Варр
Ричард Уэст (англ. Richard West; 28 октября 1430 — 10 марта 1476) — английский аристократ, 4-й барон Уэст и 7-й барон де Ла Варр с 1450 года. Участник Войн Алой и Белой розы.

## Биография
Ричард Уэст был старшим сыном Реджинальда Уэста, 3-го барона Уэста и 6-го барона де Ла Варра, и его первой жены Маргарет Торли. Он родился в 1430 году, а в 1450, после смерти отца, унаследовал семейные владения и титулы. Барон участвовал в Войнах Алой и Белой розы на стороне Ланкастеров; 19 декабря 1459 года он был награждён за свои заслуги рентой в 40 фунтов. 1 июля 1463 года Уэст получил королевское разрешение на поездку за границу со свитой в 12 человек. 15 октября 1471 года он получил от Эдуарда IV полное помилование.
До 10 июня 1451 года Уэст женился на Кэтрин Хангерфорд, дочери Роберта Хангерфорда, 2-го барона Хангерфорда, и Маргарет Ботро. В этом браке родились:
- Томас, 8-й барон де Ла Варр[1];
- Джон;
- Реджинальд;
- Эдуард;
- Ричард, францисканский монах[1];
- Фрэнсис;
- Элис;
- Кэтрин;
- Марджори[1][4].

После смерти барона его вдова вышла замуж во второй раз — за сэра Николаса Левенторпа.